# Facciata ventilata

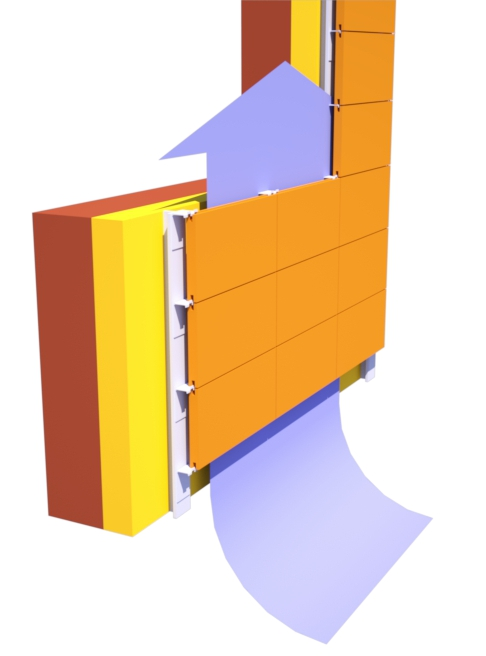
Ventilazione di una facciata con pannelli ceramici (25x50x3 cm.), aggraffati su fissaggi in alluminio. In rosso il muro da 20 cm; in giallo l'isolante esterno (10 cm)

La facciata ventilata (o parete ventilata) è un particolare tipo di rivestimento perimetrale delle pareti che prevede l'applicazione a secco, sulla superficie esterna dell'edificio, di pannelli di opportuno spessore, non strettamente aderenti alla struttura. La facciata ventilata è caratterizzata essenzialmente dalla posizione dello strato di rivestimento esterno, che non aderisce alla parete di tamponamento ma ne risulta distanziato per formare un'intercapedine. In questo modo, si ottiene la circolazione naturale dell'aria nello spazio dell'intercapedine, per effetto del moto convettivo prodotto dalla presenza di aperture disposte alla base e alla sommità della facciata.

## Norma UNI 11018
La norma UNI 11018 definisce la facciata ventilata come "un tipo di facciata a schermo avanzato in cui l'intercapedine tra il rivestimento e la parete è progettata in modo tale che l'aria in essa presente possa fluire per effetto camino in modo naturale e/o in modo artificialmente controllato, a seconda delle necessità stagionali e/o giornaliere, al fine di migliorarne le prestazioni termoenergetiche complessive".

## Caratteristiche

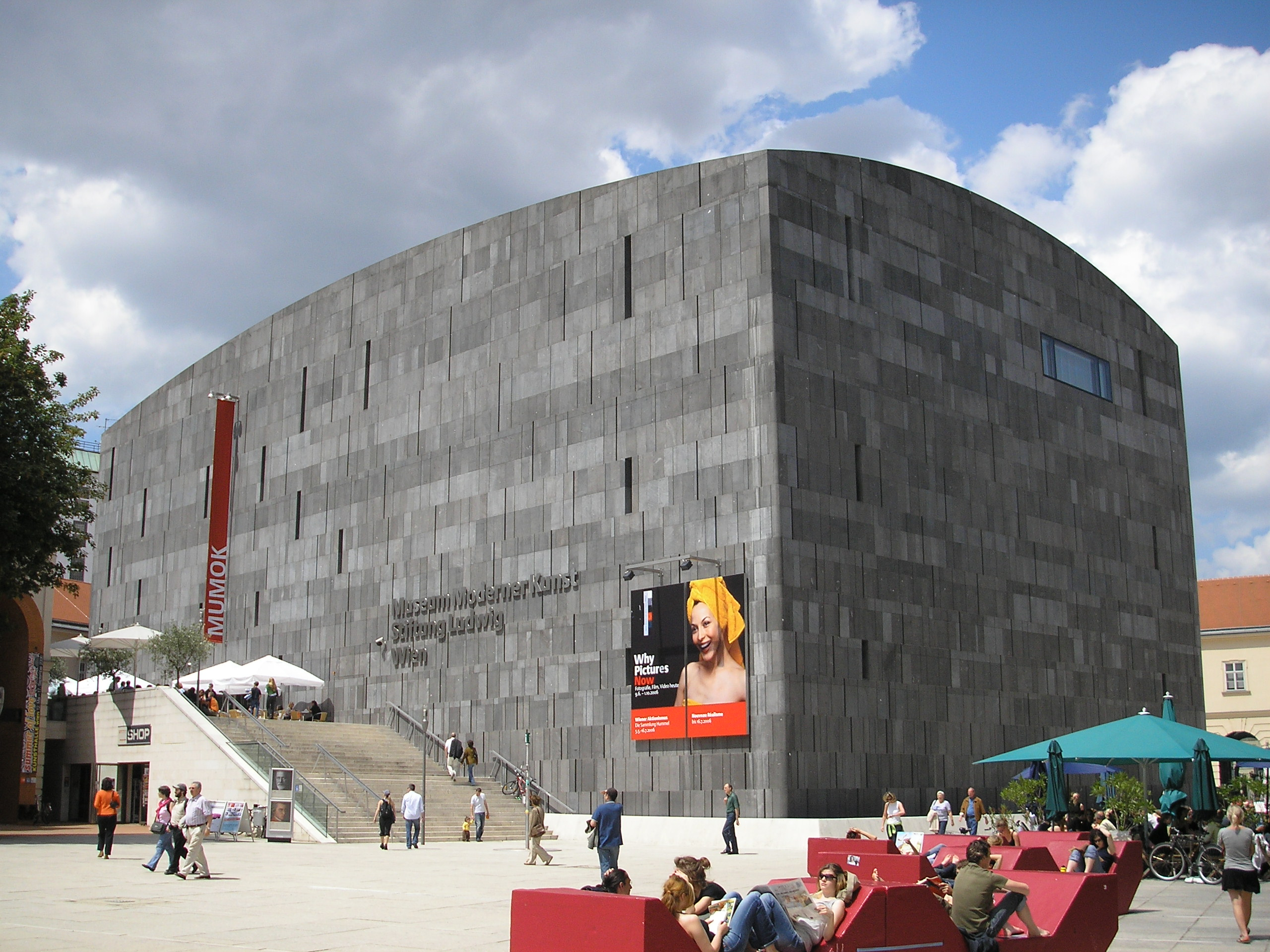
Il mumok di Vienna, di Ortner & Ortner Baukunst

Le facciate ventilate offrono svariati vantaggi quali:
- lo strato termoisolante è protetto dall'umidità proveniente dall'esterno,
- il movimento dell'aria nell'intercapedine contribuisce ad asciugare eventuali infiltrazioni d'acqua e ad allontanare il calore accumulato per irraggiamento solare nello strato di rivestimento, migliorando anche la termocoibenza della parete durante il periodo invernale[aumentando la resistenza e l'inerzia termica dell'involucro edilizio ].

### Sicurezza antincendio

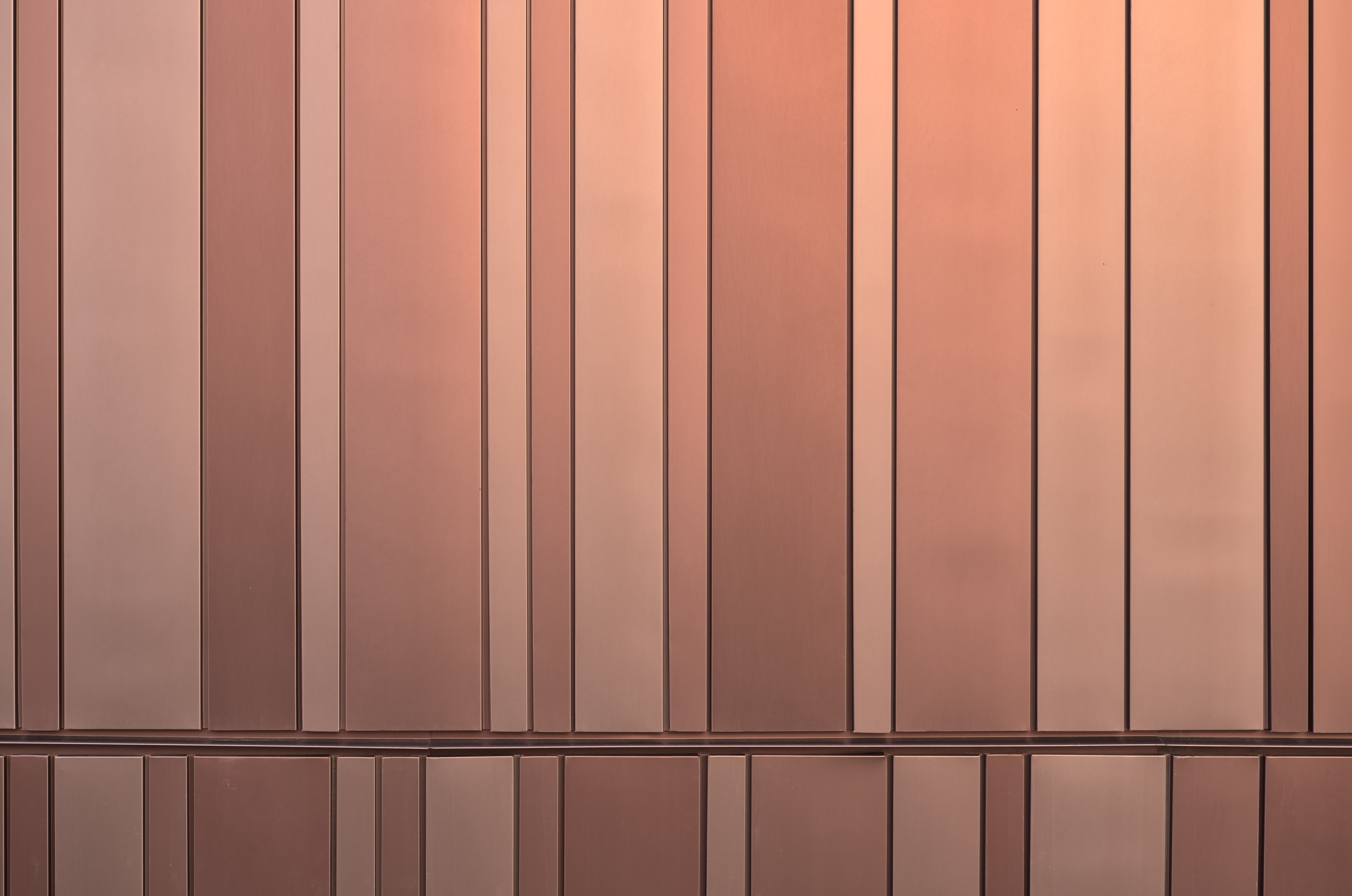
Rivestimento in metallo della facciata di una palestra – costruito nel 2023

D'altro canto, esse comportano un "aggravio di rischio" per l'intero edificio in caso di incendio, un problema sulla cui soluzione si concentrano studi e ricerche. La stessa conformazione, infatti, riproduce quella di un camino verticale, il cui effetto sulla circolazione dei gas rende più probabile la propagazione del fuoco verso i piani superiori. A un aumento del rischio di propagazione, inoltre, può concorrere anche la natura inappropriata o inadeguata dei materiali usati per la realizzazione del rivestimento

## Progettazione
L'applicazione della facciate ventilate richiede una progettazione che consideri attentamente gli scambi termici e la realizzazione di particolari costruttivi atti a garantire il corretto funzionamento.
Per il rivestimento delle facciate ventilate si possono utilizzare un'ampia gamma di materiali, tra cui:
Pietra naturale: materiale nobile e duraturo, impiegato nella tradizione millenaria per la costruzione e in seguito dei rivestimenti delle facciate, da decenni è utilizzato per rivestire edifici, adottando il sistema della parete ventilata. Non tutte le pietre sono idonee a questo impiego ed è necessario valutare oltre alla texture e al colore del materiale, importanti dal punto di vista estetico e architettonico della facciata, anche gli aspetti tecnici, scegliendo materiale che nel tempo hanno resistito al gelo, agli agenti atmosferici e inquinanti e studiare con attenzione i sistemi si ancoraggio meccanico, affidandosi a professionisti del settore, che hanno maturato esperienza referenziata, nel rispetto della norma UNI EN 1469:2015 (Prodotti di pietra naturale - Lastre per rivestimenti - Requisiti). È inoltre possibile alleggerire e rinforzare le pietre con pannelli alveolari o altro, per particolari applicazioni, quali i rivestimenti di contro soffittature, come realizzato presso la nuova sede dell'Università Luigi Bocconi a Milano. 
Gres: di spessore ridotto, durevole, antigelivo, è disponibile in vari colori e texture.
Metallo: laminati metallici a strati sovrapposti composti da leghe di zinco, titanio, alluminio, rame e acciaio.
Cotto: è usato in lastre di spessore ridotto, in forme e dimensioni diverse.
Quarzo: per le facciate ventilate è proposto in lastre realizzate con un impasto di natura silicea, dotate di grandi prestazioni meccaniche e fisiche.
Legno: il legno,utilizzato nella bioedilizia,viene applicato alle facciate ventilate in maniera differente a seconda del produttore. Una delle modalità più diffuse è quella di realizzare una sottostruttura con listelli di abete, una maglia microforata anti insetto, e dei listelli in larice applicati al primo strato in modo meccanico.
La scelta progettuale degli specifici materiali con cui realizzare la pannellatura ventilata (ad esempio: pannelli compositi in alluminio, laminati plastici, pannellature ceramiche o laterizie, vetro, pannelli metallici), consente inoltre al progettista di raggiungere risultati estetici particolari.

## Esempi realizzativi
- La Cité Internationale a Lione, progetto di Renzo Piano.
- mumok (MUseum MOderner Kunst, Museo d'Arte Moderna) nel Museumsquartier di Vienna, progetto di Ortner & Ortner Baukunst.
- Teatro alla Scala, Milano, progetto di Mario Botta[4]